# Pritt

Logo della Pritt

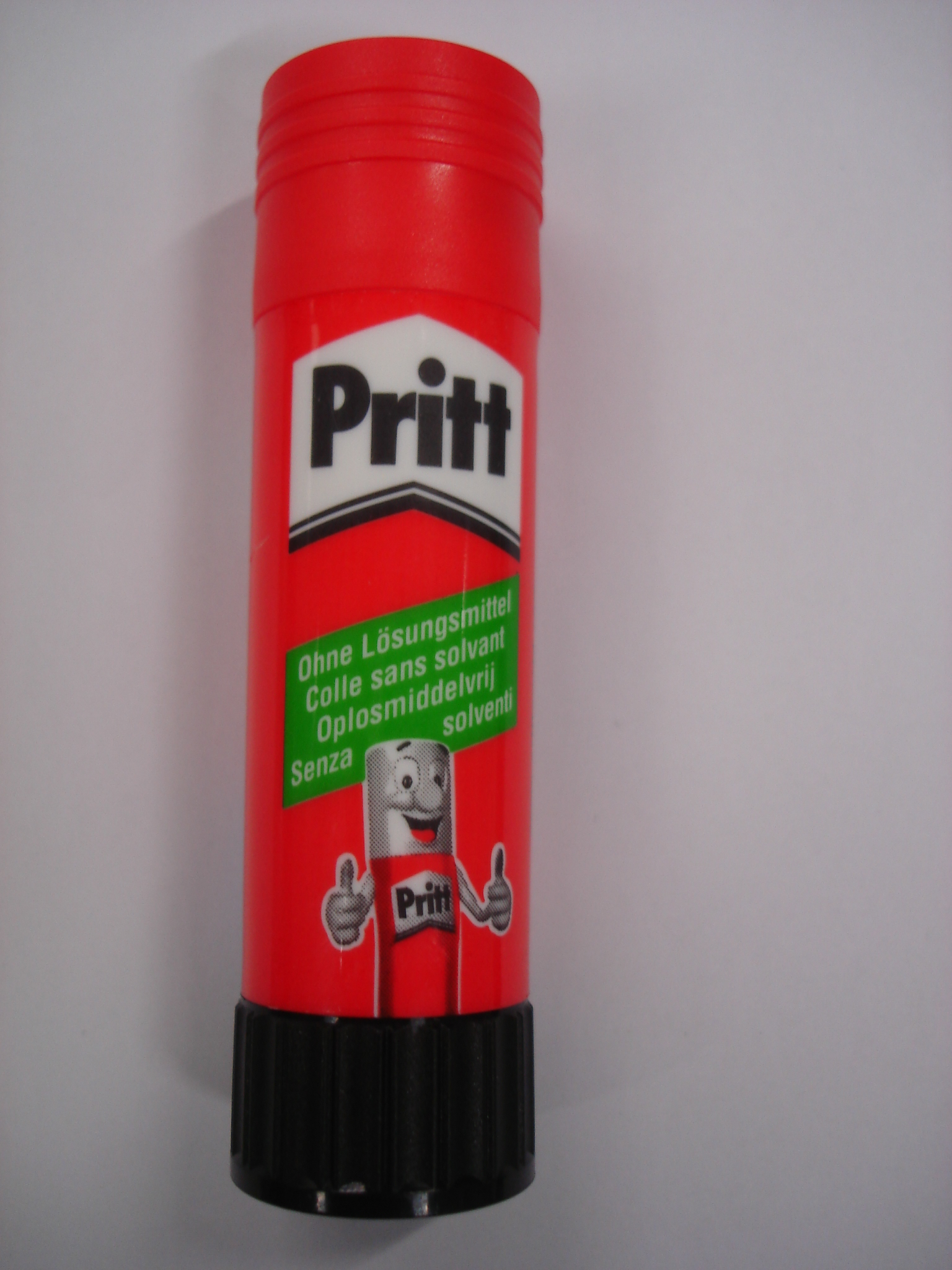
Tubetto cilindrico di Pritt

Pritt è un marchio lanciato dall'azienda tedesca Henkel nel 1969. Con questo nome, Henkel introdusse il tipico modello di colla a stick ispirato, per il meccanismo di fuoriuscita, al rossetto.
In seguito, simili modelli vennero distribuiti anche da altre ditte come UHU. Dal 1971 la colla fu venduta in 38 Paesi, dal 2001 in 121.
Al marchio Pritt fanno capo anche altri prodotti di cancelleria, come colle e correttori a nastro.

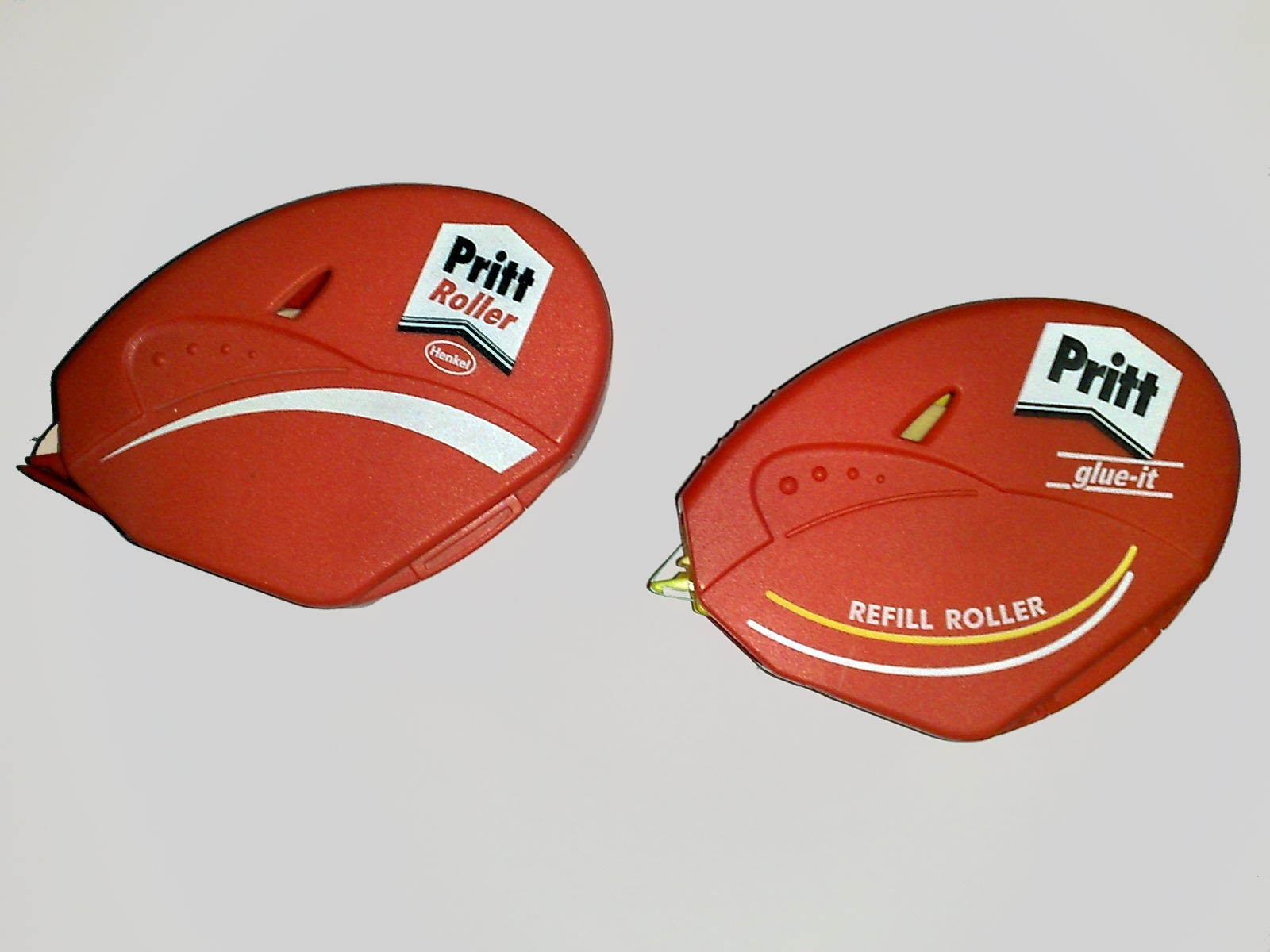
Colle a nastro marchiate Pritt